# Ligema
Koordinaten: 58° 47′ N, 22° 37′ O
Ligema ist ein Dorf (estnisch küla) in der Landgemeinde Hiiumaa (bis 2017: Landgemeinde Käina). Es liegt auf der zweitgrößten estnischen Insel Hiiumaa (deutsch Dagö).
Ligema hat neun Einwohner (Stand 31. Dezember 2011).